# Hotter Than Fire
Hotter Than Fire är en singel av den svenska popartisten Eric Saade, i samarbete med den amerikanska sångerskan Dev. Singeln släpptes digitalt den 30 oktober 2011 och fysiskt den 2 november. Låten är 3 minuter och 19 sekunder lång. I låten sjunger Dev en del av refrängen. En tillhörande musikvideo hade premiär den 7 december. Eric Saade såg Dev på tv och sa till sin manager att han ville jobba med henne och så blev det.